# Challenge d'Asie junior de hockey sur glace 2013
Navigation
Édition précédente Édition suivante
Le Challenge d'Asie junior de hockey sur glace 2013 est la seconde édition de cette compétition organisée par la Fédération internationale de hockey sur glace (IIHF). Elle a lieu du 7 au 9 juin 2013 à Khabarovsk en Russie, toutes les rencontres ayant lieu au Platinum Arena.
Vainqueur de ses deux parties, le Japon s'adjuge pour la première fois ce tournoi.

## Présentation
Trois équipes prennent part au Challenge : la Corée du Sud, le Japon et la Russie. Cette dernière est représentée par les MHL Red Stars, une sélection de joueurs de la ligue junior russe Molodiojnaïa Hokkeïnaïa Liga, composée pour l'occasion de joueurs de l'Amourskie Tigry.
Les équipes sont rassemblées au sein d'un groupe unique et s'affrontent toutes une fois. Un classement est ensuite établi, celui-ci déterminant le vainqueur. La répartition des points est la suivante : 3 points pour une victoire dans le temps réglementaire, 2 point pour une victoire après une prolongation (mort subite) ou une séance de tirs au but, 1 point pour une défaite après une prolongation ou une séance de tirs au but, 0 point pour une défaite dans le temps réglementaire.

## Résultats
| 7 juin 2013 | Russie | 4-0 (1-0, 0-0, 3-0) | Corée du Sud | Platinum Arena |

| Feuille de match. | Feuille de match.                                            | Feuille de match. | Feuille de match. | Feuille de match. |
| ----------------- | ------------------------------------------------------------ | ----------------- | ----------------- | ----------------- |
|                   | Kirill Voronoy Sergueï Smournov Igor Ichaïev Vitali Teslenko | 1-0 2-0 3-0 4-0   |                   |                   |
|                   |                                                              |                   |                   |                   |
|                   |                                                              |                   |                   |                   |
|                   |                                                              |                   |                   |                   |

| 8 juin 2013 | Corée du Sud | 2-9 (0-4, 2-3, 0-2) | Japon | Platinum Arena |

| 9 juin 2013 | Russie | 4-6 (1-0, 2-3, 1-3) | Japon | Platinum Arena |

| Feuille de match | Feuille de match                                  | Feuille de match                        | Feuille de match                                                                      | Feuille de match |
| ---------------- | ------------------------------------------------- | --------------------------------------- | ------------------------------------------------------------------------------------- | ---------------- |
|                  | Sergueï Smournov Roman Kopiyenko Sergueï Smournov | 1-0 2-0 2-1 3-1 3-2 3-3 3-4 3-5 3-6 4-6 | Furuhashi Makuru Osawa Tsuyoshi Takada Kota Takagi Kenta Furuhashi Makuru Otsu Kosuke |                  |
|                  |                                                   |                                         |                                                                                       |                  |
|                  |                                                   |                                         |                                                                                       |                  |
|                  |                                                   |                                         |                                                                                       |                  |

## Classement
| Clt   | Équipe       | PJ | V | VP | D | DP | BP | BC | Diff | Pts |
| ----- | ------------ | -- | - | -- | - | -- | -- | -- | ---- | --- |
| +001, | Japon        | 2  | 2 | 0  | 0 | 0  | 15 | 6  | +9   | 6   |
| +002, | Russie       | 2  | 1 | 0  | 1 | 0  | 8  | 6  | +2   | 3   |
| +003, | Corée du Sud | 2  | 0 | 0  | 2 | 0  | 2  | 13 | -11  | 0   |

- Vainqueur du Challange d'Asie junior 2013

## Effectif champion
L'effectif du Japon déclaré vainqueur du Challenge d'Asie junior est le suivant :
- Gardiens de but : Hitomi Shun, Sasaki Akira
- Défenseurs : Osawa Kakeru, Koto Shinnosuke, Yokoama Yoshiya, Sarashiya Kazuki, Koizumi Kazunari, Hashimoto Jun
- Attaquants : Hirano Yushiroh, Sarashiya Ryoto, Osawa Tsuyoshi, Takagi Kenta, Otsu Kosuke, Tateda Shun, Takada Kota, Furuhashi Makuru, Nakajima Shogo, Suzuki Kento, Kawamura Kazuki, Osawa Yuto
- Entraîneur : Mark Mahon